# Poza de la Sal
Poza de la Sal – gmina w Hiszpanii, w prowincji Burgos, w Kastylii i León, o powierzchni 81,9 km². W 2011 roku gmina liczyła 357 mieszkańców.